# هپزیدین
هپزیدین(به انگلیسی: Hepzidine) (INN) یک داروی ضد افسردگی سه حلقه ای است که هرگز به بازار عرضه نشد.